# Mount Parry
Der Mount Parry ist ein 2520 m (nach anderer Quelle 2522 m) hoher Berg auf der Brabant-Insel im Palmer-Archipel vor der Westküste der Antarktischen Halbinsel. In den Stribog Mountains ragt er östlich des Minot Point auf und ist die höchste Erhebung der Insel.
Der britische Polarforscher Henry Foster kartierte und benannte ihn 1829 im Zuge seiner von 1827 bis 1831 durchgeführten Antarktisreise mit der HMS Chanticleer. Namensgeber ist der britische Polarforscher William Edward Parry (1790–1855). Die Erstbesteigung am 30. Oktober 1984 gelang Teilnehmern der British Joint Services Expedition (1984–1985).